# Ras ir-Raħeb
Ras ir-Raħeb, znan tudi kot Ras il-Knejjes, je slikovit apnenčast rt na severozahodu Malte, blizu zaselka Baħrija. Rt je v upravnem območju občine Rabat. Ras ir-Raħeb leži v severozahodnem kotu planote Rabat-Dingli-Mdina, tik ob zalivu Fomm ir-Riħ. Dviga se do 45 metrov nad morsko gladino. Z vrha se odpira pogled na zahodno obalo otoka, vse do pečin Ta' Ċenċ na Gozu. Na rtu raste široka paleta vegetacije, vključno z velikimi populacijami trave esparto na glinastih pobočjih na tem območju. Rt služi tudi kot navigacijski marker.
Rt vključuje ruševine megalitskega templja, pa tudi punsko-rimske ostanke. Znanstveniki se že desetletja prepirajo o funkciji teh ostankov. Interpretacije se razlikujejo od domače vile do majhnega verskega svetišča, pa tudi velikega templja, posvečenega Herakleju. Rt je tudi priljubljeno mesto za potapljanje, ki vključuje tudi jamo. Obala Ras ir-Raħeb je del zaščitenega morskega območja Rdum Majjiesa do Ras ir-Raħeb, prvega morskega območja, ki je bilo zaščiteno na Malti leta 2005.

## Toponimija in geografija
Dva malteška toponima, Puščavnikov rt (malteško Ras ir-Raħeb) in Cerkveni rt (malteško Ras il-Knejjes), morda nakazujeta, da je imelo mesto v poznem srednjem veku verski pomen. Obala med Rdum Majjiesa in Ras ir-Raħeb je bila določena in predlagana za zaščito v številnih lokalnih dokumentih o upravljanju okoljske dediščine, vključno s Strukturnim načrtom za malteške otoke in poročilom UNEP/MAP Programa upravljanja obalnih območij (CAMP) za Malto.
Zaradi svoje relativne nedostopnosti in zavetja, ki ga nudijo, klifi in obala pri Ras ir-Raħebu nudijo zatočišče več vrstam malteške flore in favne. Nedostopnost povečuje ornitološki pomen habitata obalnih klifov, glede na urbani razvoj je zmanjšal habitate, ki so se prej uporabljali za namene razmnoževanja, prehranjevanja in prezimovanja, dejavnosti pa so zdaj večinoma omejene na klife na zahodnih obalah Malte in Goza.
Območje gosti tudi predstavnike glavnih tipov morskih habitatov, ki se pojavljajo na malteških otokih s številnimi vrstami in ekosistemi, ki so pomembni za ohranitev. Sem spadajo travniki morske trave Posidonia oceanica, ki podpirajo veliko različnih naravovarstveno zanimivih organizmov, kot je žlahtna školjka Pinna nobilis. Obsežni peščeni nasipi v zalivih vzdolž te obale in onkraj travnikov z morsko travo podpirajo različne vodne živali, ki živijo na morskem dnu. To območje je zaščiteno območje Natura 2000.
Status Ras ir-Raħeba kot zaščitenega morskega območja in njegova geološka zgradba z jamami in travniki posidonije sta naredila edinstveno in priljubljeno potapljaško mesto. Urejena je tudi podvodna pot za potapljače, označena s tablami.

## Arheološka izkopavanja
Arheološki pomen Ras ir-Raħeba je bil znan že od poznega 16. stoletja, s poskusi identifikacije teh ostankov s templjem Fanum Iunonis, ki ga omenja Cicero. Drugi renesančni zgodovinarji se s tem mnenjem niso strinjali, saj so opisovali le obstoj »ruševin in starodavnih tovarn«.
Leta 1922 je lastnik zemljišča o posmrtnih ostankih obvestil malteškega arheologa Themistoclesa Żammita. Kmet, ki je obdeloval njivo, je odkril veliko, kvadratno površino, tlakovano z »zelo pravilno položenimi« majhnimi pečenimi ploščicami. Arheolog je odkopal »okvir iz kamna« in ostanke praga. Količina gospodinjske keramike je izdala »številno naselje«. Żammit je nadaljeval z izjavo, da »je treba mesto imeti v mislih kot tisto, ki ga je mogoče preučevati in izkopavati z dobičkom«.
Najdišče je delno izkopala ekipa častnikov kraljeve mornarice pod vodstvom stotnika D. Scotta in narednika. Comdr. P. Pugh. Vendar pa so bili razkriti zidaki kot tudi takratni nanosi skoraj popolnoma erodirani, zaradi česar je interpretacija arheoloških ostankov zelo otežena. Dela so se začela novembra 1961 in končala maja 1962, ko je skupina mornariških potapljačev raziskovala morsko dno ob rtu in dosegla globino več kot 60 metrov. Opaženih je bilo nekaj raztresenih kamnitih blokov, ki so ležali v pesku. Poročilo o tem izkopavanju je kratko, objavljeni načrt najdišča pa je netočen. Ekipa je bila mnenja, da je bil kraj »uporabljan kot sveto mesto od neolitskih časov do približno 4. stoletja našega štetja.«
Samo mesto kaže na pomemben gradbeni kompleks, ki ima obsežen pogled na morje. Z vsaj treh strani je bil obdan s planado, omejeno s polkrožnim obzidjem, ki se je raztezalo od vzhoda proti zahodu in mu je mogoče slediti v dolžini približno 62 metrov. Danes so ohranjeni le temeljni kamni, vklesani v kvadratne apnenčaste bloke, vendar je še vedno mogoče razbrati načrt skupine pravokotnih prostorov, združenih okoli osrednjega dvorišča. Tlak iz majhnih belih marmornih kock, vgrajenih v beton, in nekaj ploščic v obliki diamanta je preživelo v eni od sob do leta 1977, vendar so do leta 1988 te izginile. V središču glavnega prostora sta dva dobro obdelana podolgovata kamna, za katera se domneva, da sta del oltarja.
V severovzhodnem vogalu je dolga in ozka pravokotna cisterna. Ima okroglo odprtino, vkopano v blok apnenca, z odprtino za deževnico na enem koncu. Čeprav vodni vir ne napaja cisterne, je bil stalni izvir Għajn Bierda, ki teče sto metrov proti jugovzhodu, morda odklonjen v nižje tle, kar stavbam zagotavlja celoletno oskrbo s svežo vodo.
Glavna zanimivost ostankov v Ras ir-Raħebu je integracija dveh neobdelanih kamnitih megalitov znotraj punsko-rimske strukture. Gre za ostanke starejše, prazgodovinske zgradbe. Edini drug primer ponovne uporabe ostankov prazgodovinske stavbe na Malti je v kraju Tas-Silġ, kjer je bila zadnja apsida megalitskega templja vključena v gradnjo punsko-rimskega svetišča. Ti dve lokaciji imata številne podobnosti, kot je položaj dvorišča glede na preostalo zgradbo – kar vodi do hipoteze, da je imelo mesto Ras ir-Raħeb morda tudi verski pomen. Ponovna ocena Ptolemajevih opisov je poskušala to mesto povezati s templjem Herakleja, vendar argumenti niso dokončni.
Med izkopavanjem leta 1962 je bil najden kovanec Konstancija II., ki namiguje na dolgo življenjsko dobo stavbe in njeno možno uporabo v zgodnjih krščanskih časih. Velika količina keramike najdene v cisterni je vključevala celoten obseg rimske okupacije. Štirje drugi kovanci, najdeni na tem mestu, so bili v napredni fazi korozije, dva od njih pa sta razvrščena kot sikulo-punska.
Večja zanimivost je plošča iz slonovine z nizkim reliefom čepečega merjasca, ki ni pod vplivom klasične Grčije in lahko kaže na preživetje punske kulture. Najdeni sta bili tudi dve glineni satirski maski na nogah posod, ki sta bili razvrščeni kot punski. Ostanek glinene figurice golega moškega mladeniča, prelomljenega od pasu navzgor, pa je verjetno poznohelenistično delo. Več drugih kosov glinenih figuric, vključno z moškim aktom in ogrnjeno žensko, ki drži majhen piks, majhno groteskno glavo plešastega in bradatega starca ter fragmentom figure v plašč so bili zbrani med ruševinami. Najdeni so bili tudi fragmenti stojal za kadila. Poleg tega najdišča leži južno od teh ostankov majhen kamnolom neznane starosti. Možno je, da je zagotovil kamen za gradnjo kompleksa.

## Pravni status in stanje ohranjenosti
Zaradi lepote in relativne nedostopnosti je Ras ir-Raħeb priljubljen postanek za potepuhe. Vendar to ni minilo brez polemik, saj pravno lastništvo rta ni jasno. Skupino potepuhov je konec leta 2004 z rta izgnal lokalni lovec. Potepali so številni arheologi, ki so pisali oddelku za upravljanje nepremičnin in spraševali, zakaj je tako pomembno arheološko najdišče zunaj meja javnosti.
Ministrstvo je navedlo, da je »zadevno zemljišče v teku razlastitve [...], ki je bilo razlaščeno z vladnim obvestilom 498 z dne 29. julija 1975. Kot tako je zadevno zemljišče pravno še vedno v zasebni lasti, saj akt o prenosu ni dokončan.« Toda ministrska izjava iz leta 2006, ki jo je podal Tonio Borġ, takratni minister za pravosodje in notranje zadeve, sklenil, da »je lahko javnost zakonito dostopala do območij, ki jih je vlada prevzela s predsednikovo razglasitvijo pred letom 1994, čeprav jih vlada ni plačala, kot je Ras ir-Raħeb, in niti lastnik ne more prepovedati dostopa.« Punsko-rimski ostanki so bili uradno načrtovani leta 1998.
Velik gozdni požar je leta 2007 požgal precejšen del obale, pri čemer so različne nevladne organizacije pozvale širšo javnost, naj bo pozorna in prijavi zlorabe, na območju, ki ga pestita vandalizem in nezakonita gradnja. Nekaj starodavnih apnenčastih ostankov, ki so jih našli na kraju samem, je bilo vandaliziranih leta 2016. V bloke so izvrtali luknje, v ostanke pa so vstavili jeklene palice in kavlje, da so omogočili plezanje po skalah po bližnjih pečinah.
Leta 2016 je bilo naprodaj pet tumolov zemlje, ki tvorijo del rta Ras ir-Raħeb - vključno s starodavnimi ostanki, najdenimi na tem najdišču. Strokovnjaki za dediščino so izjavili, da čeprav se zdi, da je lastništvo zadevnega zemljišča nejasno, bi morala nedavna uvedba zakona o javni domeni na Malti izključiti nakup ali prodajo lokacij, kot je Ras ir-Raħeb. Julija 2016 je lokalni okoljski odbor Friends of the Earth vložil prošnjo, v kateri je zahteval, da se Ras ir-Raħeb skupaj s šestimi drugimi mesti uradno označi za javno last.